# EuroAsia Interconnector
L'EuroAsia Interconnector est un projet de ligne CCHT destiné à relier les réseaux électriques de trois pays : Grèce, Chypre et Israël.
Le point de départ sera une sous-station électrique proche d'Athènes. La ligne reliera la Crête (dont le réseau électrique était isolé lors de l'initialisation du projet), Chypre et aboutira au nord d'Israël. Avec une longueur de 1 518 km, ce sera la plus longue ligne CCHT sous-marine du monde. Le tronçon entre Chypre et la Grèce doit être livré en 2029.

## Histoire
Le projet est approuvé par la Commission européenne en février 2015. Il consiste en une ligne en courant continu haute tension à 400 kV de 1 518 km, dont 310 km entre Athènes et la Crête, 879 km entre la Crête et Chypre et 329 km entre Chypre et Israël
La capacité initiale de l'interconnecteur sera de 1 000 MW, puis passera à 2 000 MW. La mise en service est prévue (en 2022) pour fin 2026 entre l'Attique et Chypre, et le tronçon vers Israël sera construit ensuite.
En avril 2017 l'Union Européenne accorde une subvention à ce projet. L'UE demande à chacun de ses membres de disposer d'interconnexions électriques avec ses voisins (membres ou non) équivalentes à 10 % de la capacité de son propre réseau, EuroAsia Interconnector aidera la Grèce à remplir cet objectif. Les porteurs du projet sont les gestionnaires de réseau des pays concernés.
Le 19 juillet 2023, Nexans annonce avoir obtenu un contrat de 1,43 milliard € pour la réalisation du tronçon entre Chypre et la Grèce du programme EuroAsia Interconnector. Ce projet doit être livré en 2029 ; il consistera à poser des câbles d'une capacité de 2 000 MW sur chacun des deux tronçons qui traverseront la mer Méditerranée par plus de 3 000 m de fond, sur 1 208 km. La Commission européenne a octroyé 657 millions € dans le cadre de ses projets d'intérêt communautaire.
L'ensemble du projet a été suspendu par le gouvernement grec en mars 2025, avec le gel des paiements au fabricant de câbles français Nexans, et le retour en Italie d'un navire de recherche italien. Cette décision fait suite aux objections de la Turquie, qui avait envoyé cinq navires de guerre dans la zone de pose en juillet 2024 afin d'empêcher la poursuite des travaux. Il est désormais probable que le projet soit annulé en raison des pressions exercées par la Turquie.